# Paranamixis indicus
Paranamixis indicus is een vlokreeftensoort uit de familie van de Leucothoidae. De wetenschappelijke naam van de soort is voor het eerst geldig gepubliceerd in 1968 door Sivaprakasam.